# Ereğli (Konya)
Ereğli – miasto w Turcji w prowincji Konya.